# Пинчук, Анатолий Михайлович
Анато́лий Миха́йлович Пинчу́к (12 марта 1930, Днепропетровск — 24 февраля 1988, Москва) — советский спортивный журналист, баскетбольный обозреватель. Считался непревзойденным среди коллег-журналистов знатоком баскетбола.

## Биография
Окончил в 1953 году Московский юридический институт. В 1957 году начал внештатно печататься в газете «Советский спорт», в 1959 году был принят в штат редакции на должность литературного сотрудника в отдел спортивных игр газеты, которым руководил журналист Евгений Рубин.
Основной специализацией Пинчука стал баскетбол. Евгений Рубин вспоминал: «Никому у нас в редакции не удалось стать таким „узким“ специалистом, как Пинчуку. Он был живой энциклопедией баскетбола. Разбуди его ночью, он мигом выдаст любые статистические данные об этой игре и о каждом известном игроке».
Уволился из «Советского спорта» (формально — «по собственному желанию») в 1970 году, после чего перешел на «вольные хлеба». Сотрудничал с журналом «Смена». Зарабатывал на жизнь, редактируя подстрочники с узбекского и казахского языков.
Самая известная работа Пинчука — «8 секунд», документальное расследование того, что произошло на последних секундах финального матча баскетбольного турнира Олимпийских игр 1972 года между сборными СССР и США — была опубликована в журнале «Юность».
Выступил литературным записчиком книг заслуженного мастера спорта СССР, двукратного олимпийского чемпиона по пятиборью Игоря Новикова и заслуженного мастера спорта по баскетболу Арменака Алачачяна, вышедших в издательстве «Молодая гвардия» в серии «Спорт и личность».
С 1974 года по 1978-й работал над литературной записью книги заслуженного мастера спорта по баскетболу, олимпийского чемпиона 1972 года Геннадия Вольнова «Щит и мяч». Книга так и не вышла из-за требований редактора издательства «Молодая гвардия» убрать из текста нелицеприятные отзывы о тренере Александре Гомельском. Отрывки из книги были опубликованы в журнале «Физкультура и спорт» в 1988 году.
В последние годы жизни также работал над литературной записью книги заслуженного мастера спорта по баскетболу, олимпийского чемпиона 1972 года Ивана Едешко, однако это работа осталась незавершенной, а рукопись пропала.
Скончался 24 февраля 1988 года в Москве от сердечного приступа.
Последний материал Пинчука, интервью с футбольным администратором из Армении Себу Черчяном, был опубликован в № 9 еженедельника «Футбол-Хоккей» через четыре дня после его смерти. Однако позже в блокноте Пинчука была найдена запись беседы с главным тренером ереванского «Арарата» Аркадием Андриасяном. Этот материал был подготовлен к печати вдовой Тамарой Пинчук (Козловой).
Вдова Анатолия Пинчука Тамара и его старший сын Анатолий эмигрировали в 1990 году в Калифорнию (США).